# Discdogging

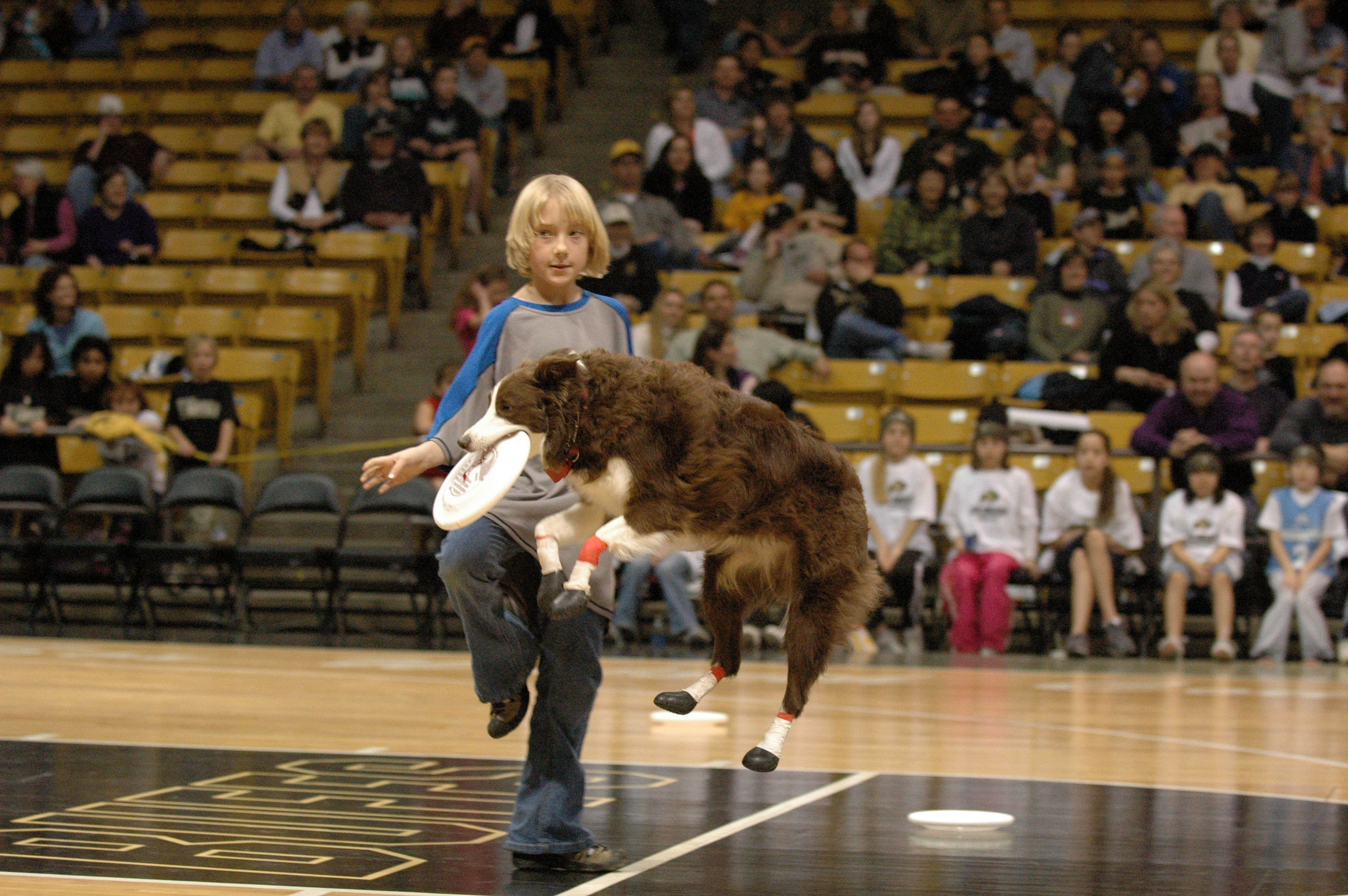
Discdogging in …

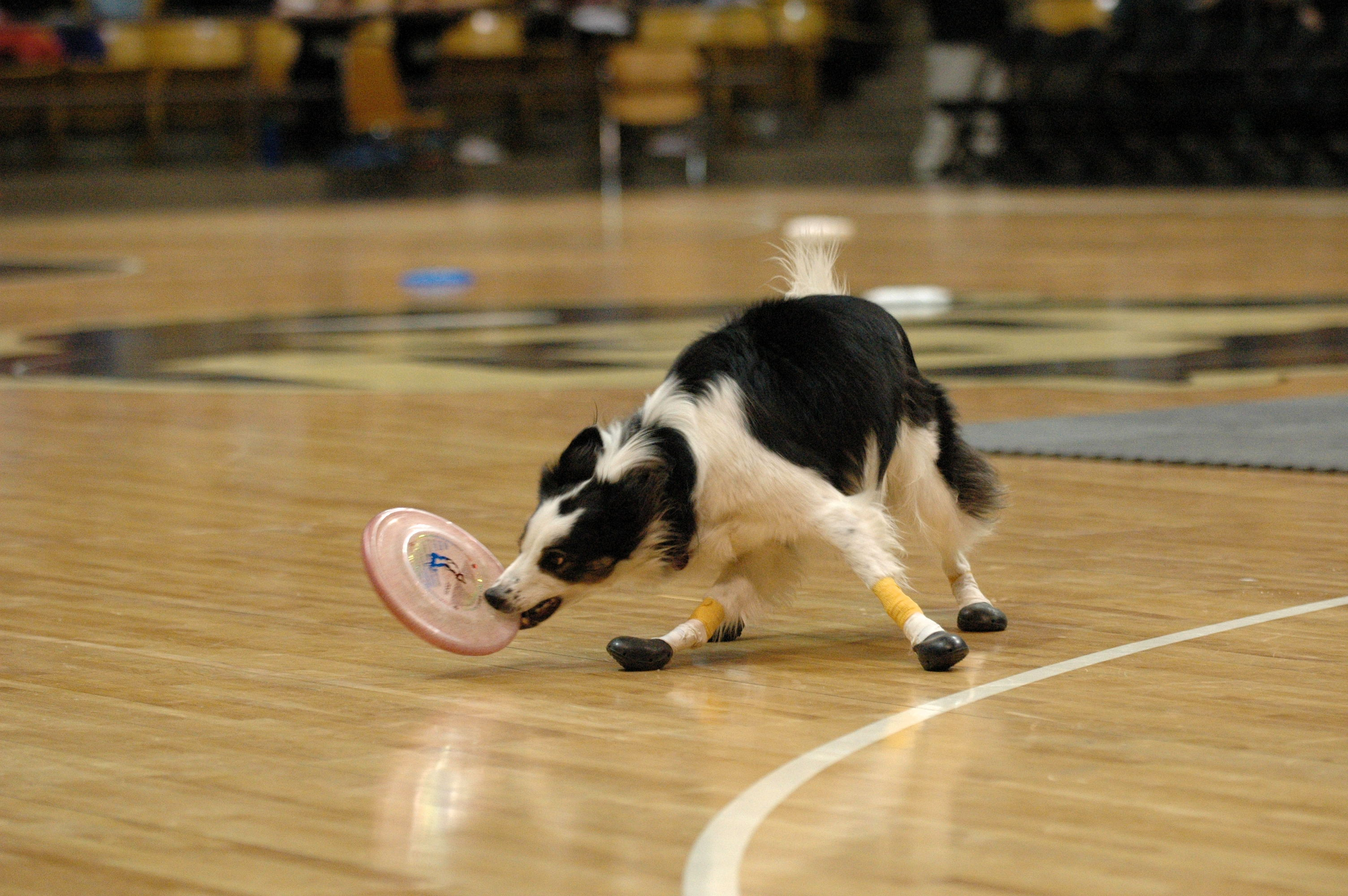
… der Halle

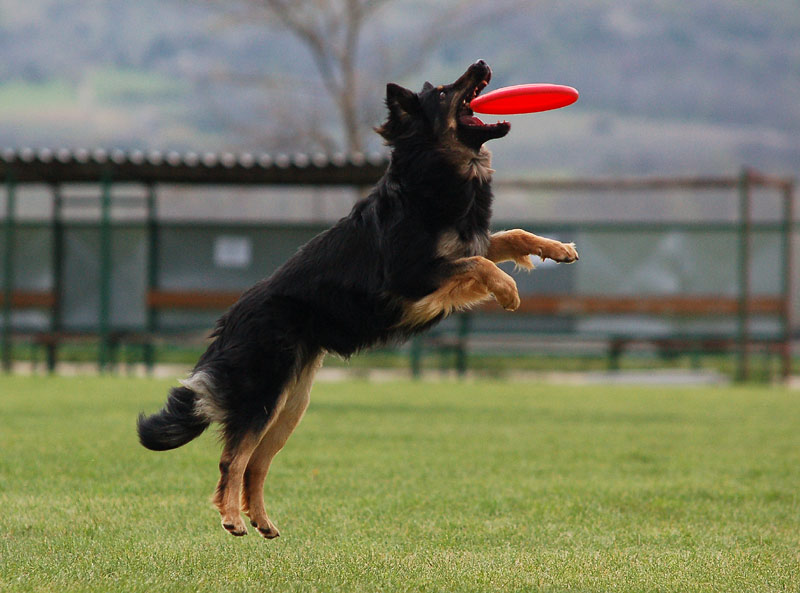
… und im Freien.

Der Begriff Discdogging, auch Dog Frisbee genannt, bezeichnet eine Hundesportart mit einer Wurfscheibe. In der einfachsten Variante wirft ein Mensch einen Frisbee und der Hund bringt es zurück. Durch unterschiedliche Varianten und das Einüben verschiedener Tricks kann der Sport individuell und auf Turnierebene betrieben werden.

## Geschichte
In den USA in den 1970ern begonnen, entwickelt sich der Disc-Dog-Sport in Amerika bald zu einer auch auf Wettkampfebene praktizierten Hundesportart. Als Urvater des Sports gilt Alex Stein mit seinem Hund, dem Whippet-Rüden Ashley. Bekannt wurden die beiden, als sie am 5. August 1974 in der Pause eines Baseball-Meisterschaftsspiels in Los Angeles auf das Spielfeld liefen und dort eine ungenehmigte und aufsehenerregende Vorstellung mit der Frisbee-Scheibe gaben. In Deutschland wurde der Sport vor allem durch Jochen Schleicher bekannt gemacht.

## Wettkampfarten
Bei Wettbewerben unterscheidet man drei Disziplinen:
FreestyleÄhnlich wie beim Dogdancing gibt es hier eine zwei Minuten Kür mit Musik. Es dürfen bis zu 7 Scheiben gespielt werden. Bewertet werden unter anderem Choreographie, Schwierigkeit, gefangene Würfe, Wurftechnik und das Zusammenspiel von Mensch und Hund.
Mini DistanceBeim Mini-Distance befindet sich der Werfer mit seinem Hund in einem markierten Spielfeld. Ziel des Spiels ist es, innerhalb von 60 Sekunden möglichst viele Punkte zu erzielen. Punkte gibt es für jeden vom Hund in der Luft gefangenen Wurf, wobei die Anzahl der vergebenen Punkte abhängig ist von der Weite des Wurfs.
Long DistanceDer Werfer hat 3 Würfe. Punkte gibt es für den weitesten Wurf, bei dem der Hund die Scheibe in der Luft gefangen hat.

## Allgemeines
Discdogging ist grundsätzlich für jeden gesunden Hund geeignet. Um Verletzungsgefahren für den Hund vorzubeugen, sollten nur hundegeeignete Frisbee-Scheiben verwendet werden. Mittlerweile gibt es Wurfscheiben, die extra für Hunde entwickelt wurden. Diese Scheiben sind bruchsicher und lassen sich leicht verbiegen. Weiterhin sollte auf ein geeignetes Gelände mit weichem, ebenen Boden, möglichst ohne Löcher geachtet werden.